# Salvage-Therapie
Unter Salvage-Therapie („Rettungstherapie“) werden insbesondere in der Onkologie und HIV-Behandlung Therapien bezeichnet, die eingesetzt werden, wenn die Primärtherapie bzw. Standardtherapie nicht mehr oder kaum anschlägt oder/und es wegen Toxizitäten kaum noch Behandlungsoptionen gibt. Der dann vorliegende Zustand wird dementsprechend als „Salvage“ bezeichnet. Der Begriff wird uneinheitlich definiert und verwendet.

## HIV
Bei HIV werden Salvage-Therapien unterschiedlich definiert: So können diese zum Einsatz kommen, wenn alle herkömmlichen Substanzklassen einer antiretroviralen Therapie keine Wirkung mehr zeigen. Andere schränken dies weiter ein und verstehen unter Salvage ein Fehlanschlagen ab der zweiten Therapielinie. Die mittlerweile gebräuchlichste Definition spricht von einer sogenannten Dreiklassen-Resistenz bzw. ein Dreiklassen-Versagen, hierbei werden als Klassen die NRTIs (Nukleosidische Reverse-Transkriptase-Inhibitoren), NNRTIs (Nichtnukleosidische Reverse-Transkriptase-Inhibitoren), PIs (Proteaseinhibitoren) und INSTIs (Integrase-Strangtransfer-Inhibitoren) verstanden.
Ein Grund für das Nichtanschlagen ist das Vorliegen verschiedener HIV-1-Resistenzen, die gerade bei Patienten mit langer medikamentöse Vorgeschichte auftreten. Diese HI-Viren mit ausgedehnten Resistenzen werden analog zur MDR(„multi-drug resistant“)-Tuberkulose analog „MDR-Viren“ genannt. HIV-1-positive Patienten können auch aufgrund von Toxizitäten ebenfalls für eine Salvage-Therapie in Frage kommen.